# Appenzell
Appenzell je glavni grad švicarskog kantona Appenzell Innerrhoden

## Stanovništvo
Grad ima 5 661 stanovnika (2012.)

## Vanjske poveznice
- Službene stranice grada (njem.)